# ГЕС-ГАЕС Ягісава
ГЕС-ГАЕС Ягісава (矢木沢発電所) — гідроакумулювальна електростанція в Японії на острові Хонсю. Знаходячись перед ГЕС Судагаї (46,2 МВт), становить верхній ступінь каскаду на річці Тоне, яка на своєму шляху до Тихого океану протікає по північній околиці Токійської агломерації.
В межах проекту річку перекрили бетонною арковою греблею висотою 131 метр та довжиною 352 метри, яка потребувала 570 тис. м3 матеріалу. Вона створила водосховище з площею поверхні 5,7 км2 та об'ємом 204,3 млн м3 (корисний об'єм 175,8 млн м3).
При роботі станції в режимі гідроакумуляції як нижній резервуар використовують водосховище наступної станції каскаду. Його утримує бетонна гравітаційна гребля висотою 72 метри та довжиною 194 метри, яка потребувала 210 тис. м3 матеріалу. Ця водойма має площу поверхні 1,3 км2 та об'єм 28,5 млн м3 (корисний об'єм 22 млн м3) при припустимому коливанні рівня між позначками 717 та 741,8 метра НРМ.
Через три напірні водоводи довжиною по 90 метрів зі спадаючим діаметром від 5,3 до 4,3 метра ресурс подається до пригреблевого машинного залу. Тут встановлено три оборотні турбіни типу Френсіс загальною потужністю 261,8 МВт (номінальна потужність станції рахується як 240 МВТ), які використовують напір до 93,5 метра.